# Iglesia de Santiago (Morillas)
La iglesia de Santiago es un templo católico de la parroquia española de Morillas.

## Descripción
La iglesia está situada en la parroquia española de Morillas, del municipio de Campo Lameiro, perteneciente a la provincia de Pontevedra. Aparece descrita en el undécimo volumen del Diccionario geográfico-estadístico-histórico de España y sus posesiones de Ultramar de Pascual Madoz con las siguientes palabras:

La igl. parr., de la cual es aneja la de San Isidro de Montes, está servida por un cura de provision ordinaria en concurso: en el átrio de dicha igl. se halla el cementerio.
(Madoz, 1848, p. 608)